# 投機主義
投机主义（英語：Opportunism），又称机会主义，是一种有意识的策略或是行为，通过利用形势来自利肥己——常常不关心规则，不关心他人的处境。投机主义者的行为是以自利为主要驱动力的。该词可以描述人类个体或生物、群体、组织、风格、行为或倾向。
投机主义或“投机行为”是生物学、经济成本、博弈论、道德、心理学、社会学和政治学研究的重要概念。

## 定义
投机主义是有意识的策略或行为，利用形势来自利肥己。虽然人类投机主义常常带有强烈的负面（贬义）道德指代（相对于生物投机主义，这是科学描述的中性词），除了损人利己以外，它也可以指代更加中性的，即当条件允许，或是灵活适应环境来将自己的利益最大化（在某些方面与定义相反）。投机主义有时被定义为利用他人的错误和缺点来行事：通过对手的错误、弱点或失策来赚得自己的好处。
投机主义在某些方面是混淆的，即定义商人发现或追求机会。这些商人是被自己不喜欢某些观点所驱动的，而非利用形势或他人的错误。据此，“投机主义”也可以是“企业精神”的委婉语。
从现实主义或实用主义的观点来看，有一种“较弱”的投机主义形式。为了使某些事情可以继续下去，或是成功地解决某些问题，之前所达成的协定被妥协或修正——它的辩护是与之相反的决定会更加糟糕。
在选择或抓住机会时，人类投机主义最可能出现的情形是：
- 人们可以将自己的利益最大化，代价最小化
- 对行为的相关外部和内部控制缺失
- 人们被迫选择或行动

对投机主义的批判称当前信仰或准则遭到试探或是被挑战。
人类投机主义不应该与“抓住机会”相混淆，例如“当机会出现时抓住它”。投机主义指代对机会的特定反应，常常出于自私自利，不顾相关（道德）准则，或是违反先前达成的协定等。

## 词源
在十九世纪早期，“投机主义”作为名词或形容词已经在欧洲几种语言中出现并使用，但是最初很少指代政治。英语单词「opportunism」可能是从意大利语「opportunismo」搬过来的。十九世纪意大利政治中，该词意思是“剥削当前局势或为自己或自己的群体获得既得利益”。然而，对应英语词也可能是从法语词抄过来的，后者特指投机共和党人，因为该词在十九世纪七十年代早期第一次进入英语界。
在拉丁语中，opportunus意为机会或好事情（opportunitas = 机会）；本身就是ob portus（朝向港口/入口） 或 oppositum portus（面向港口/入口）的缩略语。

## 道德
作为人类行为的一种风格，投机主义暗指不正直，或在做某事上一反常态（前后矛盾）。潜在的含义是行为前后矛盾暴露了肆无忌惮地追逐私利的本质。因此，投机主义包涵了对一些正常价值准则的妥协。然而，“合理的自利”和“可耻的（或反社会的）自私自利”有时难以区分；对其定义可能源自个人观点，或是立场。
有的人认为投机主义是正当合理的选择，是两害取其轻的办法。因此，英国保守党人斯坦利·鲍德温就曾说过：
|                 | 我宁肯成为投机主义者而随波逐流，也不愿将准则绑在脖子上沉底。 |
| ——斯坦利·鲍德温 |                                                              |

生命可以被视为面对“无尽的机会”，而人们对此的回应形式定义了他或她是谁。可以说，这可以被视为努力实现或是表达某种准则。然而，投机主义所暗含的道德矛盾涉及了自身利益与他人利益之间的“冲突”，或是遵守原则：做自己想做的事情，或是做“正确的事情”。因此，实际上投机主义指代某人面对机会的自利行为，与（更加普世的）准则、法律、规范或价值相“冲突”或“相悖”的单方面行动。
这种自私自利行为引发冲突，常常暗指在利用机会上倾向于 过分 或 不正当，这种推论意味着品质上的缺失或是有失得体。因此，“投机主义”一词常常是贬义的，与道德败坏相联系，或是某种行为以牺牲更广大利益为代价来为自己或自己的群体寻求既得利益。道德家们很讨厌投机主义，因为投机主义违反了道德准则。
对于局外人来说，理解哪些行为是（或不是）“投机的”不容易，因为局外人不知晓整个故事、全部要素、或背后的真实动机。外表所呈现的可能与真实的动机截然相反。

## 人类行为
在人类行为中，投机主义涉及人们所做的事情和当面对挑战和机会时的基本准则。当机会出现时，投机主义者会为自身利益服务，将他人利益抛之脑后，违背“之前既定”原则和其它“更高优先级”项目。因此，投机行为通常被认为至少是可疑的、暧昧的，至多是不可接受的、完全不合法的。如果这种对机会自私地追逐公然地反社会（包括践踏他人的需求、要求和利益），这种投机主义被认为是不健康的，紊乱的，或品格缺失的。然而，有的行为也会被学者认定是“投机性”的，即便没有具体的道德尺度或暗指出现（即一种简单的自利行为）。
社会学和心理学都将人类投机行为与赌博行为相联系，它的中心是人们是如何回应风险和机会的，动机和组织文化是什么。风险和机会都扮演了角色。在投机行为上，某人或群体必须：
- 虽然承担风险是某人或组织所坚持的原则，但如果这样做会减少影响、支持、利益或受欢迎度，就拒绝冒风险。
- 虽然冒风险与准则相悖，但冒风险可以获得/维持影响、支持、利益或受欢迎度，就冒风险。
- 虽然与准则相悖，但追逐机会可以增加影响、支持、利益或受欢迎度，就追逐机会。
- 虽然追逐机会符合准则，但这可能会减弱影响、支持、利益或受欢迎度，就拒绝追逐机会。

因此，投机主义为个人私利剥削形势，既可以疯狂行动，也可以毫不作为（即应该有所作为的时候）。有这种行为倾向性必须在人格品质上有所缺失，例如没有正直感、道德感、个人见地或自觉意识，缺乏个人灵敏度或平衡感。投机行为也依赖于衡量不同后果的准确程度。强烈的感情和欲望也会扮演积极角色，以及个人、群体或组织的宽容程度。这些因素影响着“如何划线”的合理性，控制个人的行为，维持一贯性。也有很多是受信仰的影响，以及组织道德感的左右。
无论投机主义的动机如何，基本元素总是自私。从心理学上来讲，投机主义总是要求个人做出自己的选择，为自己的私利服务。从表面上来看，它的形式可以是自我鼓励、内心方向、创造性、行为自由；从主观上来讲，当机会到来时，投机主义者必须对此有所认识并做出回应。

### 八大条件
人品和信仰会因特定的环境而受到改变。对于投机行为来说不但需要怂恿性的环境来鼓励它们，而且出于某种原因难以维持行为的持续性，或对行为的普通束缚缺失了。对此，投机行为看似不会受到负面影响，或是至少在短期内不会受到惩罚，而参与投机的获益相对巨大。这里给出了八大条件：
- 权势：根据阿克顿男爵的著名格言：“权力导致腐败，绝对权力导致绝对腐败。”如果某人或组织在某种环境下拥有巨大权势，那就很容易做出投机行为，而不被挑战、批评或是接受检查。换句话来说，对行为缺乏相应的控制很容易酝酿投机主义[9]。如果对无原则的行为只是略微惩戒的话，就会制造投机行为高发的环境，如果人们的位置相对悬殊（如权势、财富、身份、力量等），就会出现恃强凌弱、以大欺小的事情。
- 利益：投机行为的尺度与对利益或收益的期望有关，看前者是否能胜过损失和惩罚。如果形势允许某人为自己获利，将成本、责任、损失推卸给他人，投机主义就会被酝酿。这也可以被认为是不公平竞争。
- 境遇：投机行为的倾向受到“生活境遇”的普遍影响。如果人们自己的立场坚固、安全，那就很容易成为投机主义者——因为这样不会出现损失和失败，即便是有也很容易得到修复和补偿。相反，如果某人的处境十分不稳定，那么他就“无所顾忌”地追逐“一切”可能的机会。投机行为可以“自我强化”：如果投机主义泛滥，那么拒绝投机行为就意味着会被竞争者占便宜，那么人么就会被迫投机。
- 资源：如果井喷出现（大量资源或市场出现），容易获取，那么人们就会“有什么拿什么”，将他人抛之脑后，认为如果自己不抓住机会，就成别人的了（如果他们抓住机会，就会对自己不利）。例子有淘金热、公有地悲剧。此时，投机行为被酝酿，特别是管控资源如何被分配的规则缺失，或是所有者不清，或者合理用法无法规范[10]。
- 信息：如果对境遇或活动缺乏缺乏相关信息、知识或意识，使得人们难以分辨行为的后果，就会酝酿投机主义。这可能源于故意封锁消息。自利行为也会接踵而至，因为无法知晓对他人利益所造成的后果，或是缺乏共同道德。如果形势里缺乏共同准则，或是不知道如何应用相关法规，或是所有事情都是混乱不定，那么就为投机行为创造了良好条件[11]。
- 竞争：如果出现严重的冲突、争竞或是战争[12]，那么人们就会拼命求存、求胜、求助、求自保，无视规则、理念或是信仰。日常法规和“游戏规则”都被破坏，为投机者创造机会。
- 知晓：如果人们知道行为的后果，就对投机行为持褒贬态度；如果他们知道得更多，就不大会去投机。投机主义之所以会出现是因为人们不知道结果是怎样的。对自己和他人的能力和缺陷的“认知”会起到很大作用。
- 成功：如果有强烈欲望想要受到欢迎、施加影响、或是成功获利，就会酝酿投机主义。这种动机可以使人“不择手段”地行事，甚至是“挖墙脚”，违背相关原则。如果人们出于某些原因“拼尽一切来获取成功”，就很容易采取投机行为。

### 五大组织影响
投机行为也会受到组织环境的强烈影响。
- 控制：一些组织会有一系列行为规范，使得投机行为难以施行，以为内组织政策规范清晰，对投机行为进行即时惩罚。其它组织可能结构松散，对相关行为缺乏控制，几乎无法避免投机主义。
- 理智：组织是否有明确的活动准则影响很大（关于目标和手段定义明了，可被理解）。缺乏这样的基本准则时，组织会发现自己不得不持续为投机错误和派系错误做出更正。
- 规范与价值:某些组织认定的“投机”行为对于他人来说可能很平常、完全可以容忍。有的组织将行为期望明确说明，并用正式规章告知众人。有时，它们只是暗示或是非正式的——可能是正式规则难以制定、执行、或是成员彼此默认。
- 尺度：普遍来说，组织越大成员越多，投机行为就越容易出现。因为组织越大，成员所能被管控的行为就越困难，成员就越容易形成既得利益群体，偏离组织的既定目标[13]。
- 目的：投机主义的定夺很大程度上取决与组织的自身性质和目标，或是领导的正直性和力度。例如，某个组织将其建立在剥削机会和冒风险之上，那么无论大小如何，都会酝酿投机行为。再如，某个组织的目标是建立在保守的活动或信仰系统上，那么就不大会招惹投机主义了。

## 具体用法

### 职业投机主义
就职业道德而言，投机主义在定义职业正直感上扮演着重要角色。就提供服务而言，职业人士就如何提供服务有自主的判断力（选择或是回旋余地）。就如何处理问题上，职业人士也可以在某种程度上做出自己的判断、解释、决定——无需使用成文规定。这样的情形可以被投机主义者利用，违背普遍接受的职业道德。结果是，为了维护职业道德，有必要明确写出“指导准则”来定义可以被接受的行为，或是分配角色，让组织中不同的人士来相互监督（以维护诚信）。

### 智力投机主义
智力投机主义一词指代出于自私自利的动机在智力上投机，违背相关原则——通常指对人类知识的自利倾向，常常包含了职业创作或思想散布者，后者将所有的时间用于思想创新。这种智力投机主义现象常常与功名利禄相联系。当人类知识成为可以在市场上交换的商品时，各种投机行为四起，例如盗取、剽窃、或是抄袭信息，违反了相关准则、或是暧昧的、有嫌疑的。
智力投机主义“改编”他们的知识想法，以“适应潮流”、“适应环境”、“卖得好”——而背后的动机是获取个人受欢迎度/支持、获得个人成就、得到特权或是身份、劝说他人、讨好他人、获得金钱。通着这需要一定程度上的知识灵活性、敏捷性或说服能力。

### 性投机主义
性投机主义常常是自私地追逐性机会来肥己，常常与负面道德相关，如在性目的上“占他人便宜”、“利用某人”或是“吃豆腐”。性投机主义常常被定义为利用性喜好来满足私欲，与性活动“毫无关系”，在性上投机来达到不同的目的，例如获得晋升、抬高身价、或是获得金钱。这种行为可能被接受或容忍，但也可能被批评，因为对方没有受到真正的关心（这与真实的两性之间的爱情相悖）。
性投机主义在性满足上没有考虑到对方的感受、期望、动机、利益或准则，与合理的行为准则相冲突，可能暗含诡计或谎言（例如，故意对性纯洁进行剥削）。在这种情况下，性投机主义者可以被认为是缺乏性/人格正直感。从临床或科学概念来讲，性投机主义干脆被称为明显的性滥交或是有明显的一夜情倾向，无论动机是什么。

### 进化机会主义
在进化论中，“进化机会主义”指代某种物种的特定历史发展过程。该物种的行为、身体部分通过长期演化形成某种与众不同的功能来帮助它存活。因此，在新的进化阶段，从前的行为、习俗或物理形态可以适应新的机会，扮演新的角色。这样，通过利用生物在之前所不具备的“新”优势来适应环境，虽然“原本”的功能已经不再被使用。

### 生物机会主义
在生物学中，机会主义“组织”通常被定义为某一物种可以在不同的环境中生存繁衍、通过不同的食物来维持生命、可以迅速利用环境，因为这种生物十分灵活。例如，这种生物可以延迟繁殖、保持休眠，知道条件允许是再次生长繁衍。在生物环境中，机会行为被进化生物学、生态学、流行病学、病理学所广泛研究，采取客观而不是道德或是批判性态度。
在微生物学中，机会主义指代普通非致病菌在某种环境下的反应类似致病菌。机会“微组织”（例如细菌、病毒、真菌、原生生物）入侵宿主时，导致宿主发生感染，但是只有宿主的自然防御、抵抗力或免疫系统低下时才会发生感染。在宏观生物学中，生物组织的机会主义行为通常意味着它可以抓住或是利用“不同的”机会来生存或是生长。如果有一机会或是需求出现，生物组织可以“即兴”回复，利用各种可用的资源，甚至这“并非最佳”办法来反应。

### 政治投机主义
“投机主义”一词常被用在政治和政治科学当中，或是某些运动的活跃分子那里。政治哲学家尼古拉·马基雅维利在《君主论》常常被认为是典型的投机主义。政治投机主义可以用多种形式来解释，但通常有以下一种或几种表现：
- 一种政治风格，不惜任何代价来增加自己的政治影响力，或是一种政治风格，用尽一切机会来增加政治影响力；
- 对曾经重要的政治原则事实上放弃或是妥协，以便增进自己的政治权力或影响力；
- 一种思潮，或是政治倾向，试图利用政治资本来获取更多影响、声望、支持，而不是真正宣扬原则，增进公众的政治理解。

一般来说，投机主义政治行为被批为目光短浅或是缺乏远见。大多数政客都至少在某些方面是“投机主义”的（利用政治投机主义来获得优势，获取主动性），但是，在“抓住政治机会”和“政治原则”的关系上争议颇多。“政治投机主义”常常被用为贬义词，主要是由于它与“放弃”原则或是与目标相妥协有关系。政治正直感常常要求综合原则与灵活性来在道德上站得稳。政治投机主义的主要来源有四种：尾巴主义、民粹主义、风险管理和“手段成为目的”。

### 经济投机主义
目前，还没有达成统一的、科学的经济投机主义理论定义；文献通常只研究具体案例和环境。市场贸易供给没有自己的普世道德，除了合同法和完成贸易的基本行为要求，而与此同时，法律定义精确，难以控制所有交易和解释（或是暗示）的细节。由于经济投机主义必须参照某些相关准则或原则，争议的焦点就在于原则或准则是什么，导致基本定义困难。
市场贸易与很多道德准则、宗教或政治系统相关联，诚然，自由市场的支持者声称这就是后者的好处之所在：人们可以选择自己的价值，在基本法律框架内根据意愿做买卖。人们如果不期望从中得利，就不会交易；而他们之所以交易通常暗指对交易方基本原则的尊重。无论怎样，贸易活动的获益（或损失）虽然合法，但是依然可能被指责为“不公平”，这与之前的理解相反，因此“经济投机主义”在不同的场景内就出现了。在此，在追求经济私利时，相关的贸易责任（或民事责任）通常没有被（完全）满足。贪婪常常被指责为经济投机主义的主要动机。
格伦·R·帕克声称“经济”投机主义最常讨论的例子有5个：
- 逆向选择
- 道德腐蚀
- 长期剥削，竞争者或获利人对自私的行为不负责任
- 违例（在合同中），某项协定、承诺、意愿或理解没有得到完全满足，原因是自私，因为存在“逃避责任”的可能或被相关动机驱使所致[24]
- 推卸，包括某种程度的疏忽、或逃避先前所承诺的或默许的责任

在交易成本中，投机主义意味着用自私、诡诈的方式，包涵某种程度的欺骗和道德缺失。这可能包涵故意的藏匿或歪曲重要的商业信息、逃避（比约定的做的少）、未能满足正式或非正式的承诺或责任。在法律和惩戒缺失的交易活动中常常出现，投机者可以采取相应的态度来对结果造成巨大影响。然而，其它人认为这不过是经济投机主义的狭义解释，因为经济单位会用更多的方式来获取私利，甚至钻法律的空子。

### 博弈论
在博弈论中，投机主义的选着将利他主义和自我利益置于相悖的境地，将不同的公共与分支利益用来服务自己。如果在博弈中，某些角色处于不利的境地，那么它会利用各种机会、占别人的好处来改善自己的境遇——但前提是角色的竞争与合作在不同的层面上。两个经典的案例是投机主义常常卷入搭便车问题和囚徒困境。在博弈论中，保罗·西布赖特将投机主义定义为“用他人的成果获利，自己什么都不做”。例如，博弈论可以模拟信息不对等，人们对相关信息的知晓不一样，“知道”的人比“不知道”的人获得了更的好处。
从博弈论的角度来看，投机主义是个“问题”，如果追逐私利——会导致与他人利益“相冲突”——对某些角色或绝大多数人产生“不希望的、不想要的”结果。然而，理论也现实投机行为会无意中彼此服务，共同出力（例如，当他们冲向机会时，投机角色也会为其它角色创造机会，见帕累托最优）。在博弈论中，投机主义“不是”被定义为“本质”或“必然”的好事或坏事；它两者皆可。通常，博弈论认为根据具体情况的不同，结果有所不同，应该从客观的角度来看待问题。
肯尼斯·约瑟夫·阿罗解释道市场需要信任来运作，但是信任并不会由市场活动自我生成：
|  | 从理性角度来说，值得信赖是有利可图的。因此我要变得可以被信赖，以便图利。但是你无法将信任建立在这种基础之上。如果你的基础是理性选择，背后的动机是私利，那么一旦有利可图，你就很容易背信弃义。因此，他人是不会信任你的。想要得到信任，社会必须构架在其它动机之上，而不是急功近利的投机主义。 |

### 社会投机主义
社会投机主义指代利用社会交往来为私利获益的行为或动机。由于本质自私，因此暗指参与者在某种社会环境下的责任没有完全满足。社会投机主义者参与某些组织、进行合作，不是因为他们想要“贡献”什么，为群体给予或分享什么，或是认为某种本质有意义有价值，而是他想要通过参与活动来为自己赚的好处。结果是投机主义者的参与不过是为其它私利服务的“手段”。但是，当群体的目标和主张与这种投机私利相符合或是没有冲突的时候，该行为可能会被容忍。该行为也可能会被认为是讨厌的、不令人喜欢的、不是可信的或是虔诚的。
无论是自愿性还是义务性的群体、集合、协会、组织，或是因为相互信任而合作，可能会为参与者提供相应的资源或关联：
- 只是因为彼此合作、相处在一起，所以提供和分享；
- 在某种社会环境下有条件地参与活动。

因此，将这些资源或关联用作私利，使得社会投机主义者满足加入组织、参与活动的必要条件变得自相矛盾；这里没有他们肥己榨取的许可或余地。有的社会群体欢迎社会投机主义者，因为他们很有用，或是可以在参与的同时被劝说（或是被迫）改变立场。另一些社会群体可能会反对社会投机主义，用严格的前提条件来过滤投机主义者，并应用规章来扼制行为。

### 马克思主义的观点
卡尔·马克思并没有单独提出投机主义理论；他对该词的应用主要是指一种营私便利的技巧，用来自利肥己，包括某种或其它政治、经济或知识性诡计。不管怎样，有的马克思主义者声称马克思的资本论暗示了投机主义理论的实质。主要观点是投机主义不是简单的资本越轨或效率性障碍，而是资本“整合的、必要的”一部分；资本主义市场活动在各个方面“鼓励”投机活动。常常引述的因素有五种：
- 资本主义社会常常重整人类合作的结构，因此，更多的人生产着自己所不需要的东西，或是生产多余自己需要的剩余品，让他人来占有自己的利益。这导致了社会异化，制造了独有的驱动结构。它鼓励无法满足别人的需求，除非是以私利贸易的形式出现[30]。
- 虽然人们必须通过协作来生存，但是他们所做的十分自相矛盾，包括“人格面具”，因为每个人、公司、社会阶层都为金钱、权利和声望彼此持续竞争。他们有不同的利益，在发现自己能摆脱责任时更容易占对方便宜。这种竞争很难成为公平竞争[31]。
- 资本主义社会建立在用不平等交易来对剥削他人劳动的基础之上。这使得资产所有者控制资产、金钱、信用，让投资人从劳动者那里榨取收入，后者不得不出卖劳动力来为生。资产所有者可以获得更多的资源，远超出他们所生产的或对社会所贡献的。占有资产的收获越来越多，劳动创造的收获越来越少[32]。
- 控制所有利益和价值冲突，资本主义国家建立了束缚性的司法系统，但是这种司法系统撕裂了“道德”价值和“经济”价值，并撕裂了公共和私人界限[33]。形式上，它认定所有公民都是平等自由的，但实际上由于身份、权利、知识、财富的不同而十分不平等，因而丧失自由。信息不对称不是简单的交易问题，而是散布在生活的各个方面，因此有人利用他人的无知获利[34]。
- 就人生目的而言，资本主义社会自己是漫无目的的，无定型的，缺乏共同的、协同的道德观。所有价值观，例如某种宗教，都可以施加影响，但是所用的准则总是与行为相悖。资本主义使得人类发展处在不受限制的肥己过程当中。它所鼓励的个性如利己主义和自私，人们试图“将获利私有化，将损失社会化”[35]。

这样，这五个因素导致任何个人或群体都难以将私利与公益真诚地、持久地结合起来，形成道德上的双重标准反之，它创造出的环境会大量滋生投机主义——甚至“包括”社会主义运动内部。。因此，马克思主义者常常将投机主义定义为将其他利益置于工人阶级的利益之上。批评家认为马克思主义的解释过于狭隘，认为这种投机主义以各种形式出现在“任何”大型群体中，只要有劳动分工、或“任何”形式的工业社会（包括社会主义自己）就会有投机主义——因此，无论辩词如何——这种行为都是“无法”维持共享的社会道德，因为它创造了大量机会，为竞争者占有他人好处提供了足够的条件。

### 法律投机主义
法律投机主义是人类活动的一大领域，指代滥用法律制定的“正当意愿”（“法律精神”与法律文字相悖）。更详细地来说，它指代故意操纵法律配置，违背相关精神，以私利为驱动动机。通常来说，法律投机主义看似是“合法的”：这种行为不一定是“犯罪”（触犯法律或非法活动），但可以被认为是“道德败坏的”（“应该被绳之于法”）。法律投机主义的基本效应是违背法律原则，或被公众认为法治的合法性受到破坏。从另一角度来说，如果人们认为法律体系是武断的、压抑的、不相干的，他们就倾向于投机主义，“钻法律的空子”，而不是正式地“犯法”。
典型的法律投机主义在于当判决对自己有利时认同或接受某种法律应用，当判决对自己不利时反对某种法律应用（或是自利行事会“触犯”法律）。法律应该为自己服务，而不是相反；或者，“给自己一套法律，给别人另一套法律”。通常来说，法律投机主义之所以产生，是因为法律必须“被解释”才能得以“应用”，而解释正式为自己的利益服务。由于操纵法律应用，谋求私利有很多猫腻存在，“普遍”的法律投机主义难以定义（能涵盖所有案例的定义）。法律投机主义常常包涵一下几种行为：
- 制定或改变法律，不是为了整个国家，而是为国家内某一特定利益群体。
- 制定或改变法律，主要是为立法人自己获益[41]。
- 在司法程序的应用和解释上不是出于公正的目的（服务公义），而是为了获利、升值、或是打压对手。
- 剥削法律空挡，用暧昧含糊来获得私利，或对某些组织牟利。
- 在某些案例中“玩弄”司法、形式或“在犯罪之后”判决：当法律已经被证明是不公正、错误、不适应、错误时依然使用，或用新颁布的法案来判老罪。
- 故意在某种法律环境中“修饰”选择性证据来为自己获益，在某些场合下并非完全违法。
- 影响司法，用辩护或辞令来混弄听众，但实际上与案件无关。
- “挑选”证据、判决或前例，制造证据来证明立场，为自己牟利。

### 灵魂投机主义
灵魂投机主义指代剥削精神理念（或是他人的精神，或是与精神权威有关）：出于个人获利，派系利益或是自私动机。通常这里暗指做些不合准则的事情，虽然看似不具有伤害性或是没有侵害发生。用另一种话来说，宗教成为获利的工具，而与它本身的精神目标毫无关系，或是处在宗教地位但是与宗教无关的事物。
如果某一宗教领袖获得对信仰宗教者“身体和心灵”上的影响，并“介入”信教者最私密、最深层次的内心世界，就可以获得极大的影响力。这种影响力可以为私利服务，利用机会来为宗教领袖的地位或是社会上的支持者服务。这可以被认为是与宗教信仰无关的事情，或是对他人精神权益的不尊重。“虔诚”的人被占了便宜，包涵了诡计、暧昧、自私的动机。
「灵魂投机主义」也可是指代散布抄袭剽窃来的精神信仰，对某种行为进行证明、谴责、或是“说明有意义”，通常暗含了某些派系或诡秘的动机。这中精神信仰虽然可能不会有不良情况出现，但是常常会受到指责或是批评：
- 设计者未能有机地、真挚地或诚心实意地表达实质。
- 未能反应人们的生活，而是以某些方式“人工地加上”。
- 缺乏深层次的准则基础，而是倾向于“折衷地、为自利而捏造地”。
- 为派系利益服务，而不是对信仰的虔诚。

传统宗教的支持者，如基督教、伊斯兰教、印度教、佛教有时抱怨人们（例如新世纪狂徒）出于“功利目的”来寻求精神信仰，是一种“灵魂投机主义”。这种抱怨常常颇受争议，因为人们认为他们拥有自己的灵魂信仰权利（除非在社会上公开承认自己的信仰，否者他们可能没有相应的权利，但是他们常常只赞同“正式的”或“外在的”信仰。）
灵魂投机主义常常指代一有机会就改变宗教信仰的人，目的在于用信仰胜过他人、或是劝说他人入教、或是展示信仰的优越性。在这种背景下，灵魂投机主义者可能会参与到各种行为当中，他们自己可能与精神信仰毫无关系，但是目的是向他人展现自己的信仰系统是最优秀的——这可以算为是“购买支持”。